# Гомоморфные подписи для сетевого кодирования
Сетевое кодирование предоставляет возможность увеличить пропускную способность и улучшить устойчивость сети без какого-либо централизованного управления. К сожалению, оно очень восприимчиво к атакам, в которых вредоносные узлы изменяют данные. Благодаря тому, как пакеты распространяются в сети, единственный неправильный пакет данных может сделать недействительными все дальнейшие данные. Злоумышленник может повредить пакет, даже если он зашифрован: для этого ему нужно подделать подпись, либо найти коллизии используемой хеш-функции. Денис Чарльз, Камал Джаин и Кристин Лаутер разработали новую схему гомоморфного шифрования, позволяющую предотвратить такие атаки. Использование гомоморфной подписи позволяет узлам подписывать любую линейную комбинацию входящих пакетов. В этой схеме узел не может подписать линейную комбинацию пакетов,не раскрывая, какая линейная комбинация использовалась. Кроме того, схема подписи защищена в соответствии с предположениями о сложности вычисления дискретного логарифма и сложности решения задачи Диффи-Хеллмана.

## Сетевое кодирование
Пусть {\displaystyle G=(V,E)} ориентированный граф, состоящий из множества {\displaystyle V}, элементы которого называются вершинами, и множества {\displaystyle E} упорядоченных пар вершин {\displaystyle u,v\in V}, именуемых направленными рёбрами или дугами. Задача источника {\displaystyle s\in V} – отправить файл {\displaystyle D} множеству вершин {\displaystyle T\subseteq V}. Выбирается векторное пространство {\displaystyle W/\mathbb {F} _{p}} (скажем, размерности {\displaystyle d}), где {\displaystyle p} простое, и данные, являющиеся множеством векторов {\displaystyle w_{1},\ldots ,w_{k}\in W}. Источник создаёт расширенные векторы {\displaystyle v_{1},\ldots ,v_{k}},определенные следующим образом {\displaystyle v_{i}=(0,\ldots ,0,1,\ldots ,0,w_{i_{1}},\ldots ,w_{i_{d}})}, где {\displaystyle w_{i_{j}}} {\displaystyle j}-я координата вектора {\displaystyle w_{i}}. Перед первой {\displaystyle 1} в векторе {\displaystyle v_{i}} находится {\displaystyle (i-1)} нулей. Без потери общности можно считать, что векторы {\displaystyle v_{i}} линейно независимы. Обозначим линейное подпространство (из {\displaystyle \mathbb {F} _{p}^{k+d}} ), натянутое на эти векторы, буквой {\displaystyle V}. Каждая исходящая дуга {\displaystyle e\in E} вычисляет линейную комбинацию {\displaystyle y(e)} векторов, входящих в начальную вершину дуги {\displaystyle v=in(e)}. То есть
{\displaystyle y(e)=\sum _{f:\mathrm {out} (f)=v}(m_{e}(f)y(f))}
где {\displaystyle m_{e}(f)\in \mathbb {F} _{p}}. Мы считаем, что источник является конечной вершиной {\displaystyle k} дуг, передающих {\displaystyle k} векторов {\displaystyle w_{i}}. По индукции, пусть вектор {\displaystyle y(e)} какой-либо дуги является линейной комбинацией {\displaystyle y(e)=\sum _{1\leq i\leq k}(g_{i}(e)v_{i})} и является вектором в {\displaystyle V}. Тогда k-мерный вектор {\displaystyle g(e)=(g_{1}(e),\ldots ,g_{k}(e))} это просто k первых координат вектора {\displaystyle y(e)}. Назовем матрицу, строками которой являются векторы {\displaystyle g(e_{1}),\ldots ,g(e_{k})}, где {\displaystyle e_{i}} рёбра, входящие в вершину {\displaystyle t\in T}, глобальной матрицей кодирования для {\displaystyle t} и обозначим её {\displaystyle G_{t}}. На практике векторы кодирования выбираются случайно, поэтому матрица {\displaystyle G_{t}} с высокой вероятностью обратима. Таким образом, любой приёмник, получивший {\displaystyle y_{1},\ldots ,y_{k}}, может найти {\displaystyle w_{1},\ldots ,w_{k}}, решив
{\displaystyle {\begin{bmatrix}y'\\y_{2}'\\\vdots \\y_{k}'\end{bmatrix}}=G_{t}{\begin{bmatrix}w_{1}\\w_{2}\\\vdots \\w_{k}\end{bmatrix}}}
где {\displaystyle y_{i}'} векторы, образованные удалением первых {\displaystyle k} координат вектора {\displaystyle y_{i}}.

## Декодирование
Каждый приёмник {\displaystyle t\in T}, получает  {\displaystyle k} векторов {\displaystyle y_{1},\ldots ,y_{k}}, являющихся случайными линейными комбинациями векторов {\displaystyle v_{i}}. В самом деле, если
{\displaystyle y_{i}=(\alpha _{i_{1}},\ldots ,\alpha _{i_{k}},a_{i_{1}},\ldots ,a_{i_{d}})}
тогда
{\displaystyle y_{i}=\sum _{1\leq j\leq k}(\alpha _{ij}v_{j}).}
Таким образом, мы можем с высокой вероятностью обратить линейной преобразование и найти {\displaystyle v_{i}}.

## История
Крон, Фридман и Мэзиэс в 2004 году предложили теорию: если у нас есть хеш-функция {\displaystyle H:V\longrightarrow G} такая, что:
- {\displaystyle H} стойка к коллизиям – сложно найти {\displaystyle x} и {\displaystyle y} такие, что {\displaystyle H(x)=H(y)};
- {\displaystyle H} является гомоморфизмом – {\displaystyle H(x+y)=H(x)+H(y)}.

Тогда сервер может отправить  {\displaystyle H(v_{i})} каждому приёмнику. Если
{\displaystyle y=\sum _{1\leq i\leq k}(\alpha _{i}v_{i})}
мы можем проверить равенство
{\displaystyle H(y)=\sum _{1\leq i\leq k}(\alpha _{i}H(v_{i}))}
Проблема этого метода состоит в том, что хеш-функция {\displaystyle H} должна быть передана всем узлам сети через отдельный защищенный канал.

## Преимущества гомоморфных подписей
1. Реализуют аутентификацию в дополнение к выявлению подмены пакетов.
2. Нет необходимости в передаче хеш-сумм по защищенному каналу.
3. Открытая информация не изменяется для последующей передачи файлов.[4]

## Схема подписи
Гомоморфное свойство подписей позволяет узлам подписывать какую-либо линейную комбинацию входящих пакетов, не используя схему подписи.

### Эллиптическая криптография над конечным полем
Эллиптическая криптография — раздел криптографии, который изучает асимметричные криптосистемы, основанные на эллиптических кривых над конечными полями.
Пусть {\displaystyle \mathbb {F} _{q}} конечное поле такое, что {\displaystyle q} не является степенью 2 или 3. Тогда эллиптическая кривая {\displaystyle E} над {\displaystyle \mathbb {F} _{q}} является кривой, задающейся уравнением вида
{\displaystyle y^{2}=x^{3}+ax+b,\,}
где {\displaystyle a,b\in \mathbb {F} _{q}} такие, что {\displaystyle 4a^{3}+27b^{2}\not =0}
Пусть {\displaystyle K\supseteq \mathbb {F} _{q}}, тогда
{\displaystyle E(K)=\{(x,y)|y^{2}=x^{3}+ax+b\}\bigcup \{O\}}
образует абелеву группу.

### Вейль-спаривание
Вейль-спариванием является билинейное отображение, сопоставляющее двум точкам подгруппы {\displaystyle m}-кручения точек эллиптической кривой {\displaystyle E} корень степени {\displaystyle m} в конечном поле. Пусть {\displaystyle E/\mathbb {F} _{q}} эллиптическая кривая и пусть {\displaystyle \mathbb {\bar {F}} _{q}} алгебраическое замыкание {\displaystyle \mathbb {F} _{q}}. Если {\displaystyle m} целое и взаимно-простое с характеристикой поля {\displaystyle \mathbb {F} _{q}}, тогда группа элементов {\displaystyle m}-кручения {\displaystyle E[m]={P\in E(\mathbb {\bar {F}} _{q}):mP=O}}.
Вейль-спаривание {\displaystyle e_{m}:E[m]*E[m]\rightarrow \mu _{m}(\mathbb {F} _{q})} обладает свойствами:
1. (Билинейность) {\displaystyle e_{m}(P+R,Q)=e_{m}(P,Q)e_{m}(R,Q){\text{ and }}e_{m}(P,Q+R)=e_{m}(P,Q)e_{m}(P,R)}.
2. (Невырожденность) {\displaystyle e_{m}(P,Q)=1} for all P implies that {\displaystyle Q=O}.
3. (Тождественность) {\displaystyle e_{m}(P,P)=1}.

### Гомоморфные подписи
Пусть {\displaystyle p} простое число и {\displaystyle q} степень другого простого числа: {\displaystyle p<<q}. Пусть {\displaystyle V/\mathbb {F} _{p}} векторное пространство размерности {\displaystyle D} и {\displaystyle E/\mathbb {F} _{q}} эллиптическая кривая такая, что {\displaystyle P_{1},\ldots ,P_{D}\in E[p]}.
Определим {\displaystyle h:V\longrightarrow E[p]} следующим образом:
{\displaystyle h(u_{1},\ldots ,u_{D})=\sum _{1\leq i\leq D}(u_{i}P_{i})}.
Эта функция {\displaystyle h} гомоморфизм {\displaystyle V} в {\displaystyle E[p]}.
Сервер выбирает секретно {\displaystyle s_{1},\ldots ,s_{D}} в {\displaystyle \mathbb {F} _{p}} и публикует точку {\displaystyle Q}, являющуюся элементом {\displaystyle p}-кручения, такую, что {\displaystyle e_{p}(P_{i},Q)\not =1} и публикует  {\displaystyle (P_{i},s_{i}Q)}, где {\displaystyle 1\leq i\leq D}.
Подписью вектора {\displaystyle v=u_{1},\ldots ,u_{D}} является 
{\displaystyle \sigma (v)=\sum _{1\leq i\leq D}(u_{i}s_{i}P_{i})}
Замечание: эта подпись гомоморфна,поскольку  {\displaystyle h} гомоморфизм.

### Проверка подлинности подписи
Даны {\displaystyle v=u_{1},\ldots ,u_{D}} и подпись {\displaystyle \sigma }. Для проверки подлинности требуется проверить равенство
{\displaystyle {\begin{aligned}e_{p}(\sigma ,Q)&=e_{p}\left(\sum _{1\leq i\leq D}(u_{i}s_{i}P_{i}),Q\right)\\&=\prod _{i}e_{p}(u_{i}s_{i}P_{i},Q)\\&=\prod _{i}e_{p}(u_{i}P_{i},s_{i}Q)\end{aligned}}}
Верификация использует билинейность Вейль-спаривания.

## Настройка системы
Сервер вычисляет {\displaystyle \sigma (v_{i})} для каждого {\displaystyle 1\leq i\leq k}. Передаёт {\displaystyle v_{i},\sigma (v_{i})}.
На каждом ребре {\displaystyle e} при вычислении
{\displaystyle y(e)=\sum _{f\in E:\mathrm {out} (f)=\mathrm {in} (e)}(m_{e}(f)y(f))}
также вычисляется
{\displaystyle \sigma (y(e))=\sum _{f\in E:\mathrm {out} (f)=\mathrm {in} (e)}(m_{e}(f)\sigma (y(f)))}
на эллиптической кривой {\displaystyle E}.
Подписью является точка на эллиптической кривой с координатами в {\displaystyle \mathbb {F} _{q}}. Таким образом, размер подписи {\displaystyle 2\log q} бит, и это дополнительные расходы на передачу.

## Доказательство безопасности
Злоумышленник может найти коллизии хеш-функции.
Если даны {\displaystyle (P_{1},\ldots ,P_{r})} точки в {\displaystyle E[p]}, найдём
{\displaystyle a=(a_{1},\ldots ,a_{r})\in \mathbb {F} _{p}^{r}} и {\displaystyle b=(b_{1},\ldots ,b_{r})\in \mathbb {F} _{p}^{r}}
такие, что {\displaystyle a\not =b} и
{\displaystyle \sum _{1\leq i\leq r}(a_{i}P_{i})=\sum _{1\leq j\leq r}(b_{j}P_{j}).}
Если {\displaystyle r=2}, тогда мы получаем {\displaystyle xP+yQ=uP+vQ}. То есть {\displaystyle (x-u)P+(y-v)Q=0}.
{\displaystyle x\not =u} и {\displaystyle y\not =v}. Допустим, что {\displaystyle x=u}, тогда {\displaystyle (y-v)Q=0}, но {\displaystyle Q} точка порядка {\displaystyle p} (простое число), таким образом {\displaystyle y-v\equiv 0{\bmod {p}}}. Другими словами {\displaystyle y=v} в {\displaystyle \mathbb {F} _{p}}. Это противоречит предположению о том, что {\displaystyle (x,y)} и {\displaystyle (u,v)} различные пары в {\displaystyle \mathbb {F} _{2}}. Таким образом {\displaystyle Q=-(x-u)(y-v)^{-1}P}, где обратный элемент берётся по модулю {\displaystyle p}.
Если {\displaystyle r>2}, мы можем взять {\displaystyle P_{1}=P} и {\displaystyle P_{2}=Q} как раньше и установить {\displaystyle P_{i}=O} для {\displaystyle i>2} (в этом случае доказательство аналогично {\displaystyle r=2}), или мы можем взять {\displaystyle P_{1}=r_{1}P} и {\displaystyle P_{i}=r_{i}Q}, где {\displaystyle r_{i}} выбираются случайным образом из {\displaystyle \mathbb {F} _{p}}. Получаем одно уравнение с одним неизвестным  (дискретный логарифм {\displaystyle Q}). Вполне возможно, что полученное уравнение не будет содержать неизвестную величину. Тем не менее, это происходит с очень маленькой вероятностью. Предположим, что алгоритм поиска коллизий дал нам
{\displaystyle ar_{1}P+\sum _{2\leq i\leq r}(b_{i}r_{i}Q)=0.}
До тех пор, пока  {\displaystyle \sum _{2\leq i\leq r}b_{i}r_{i}\not \equiv 0{\bmod {p}}}, нужно решать дискретный логарифм {\displaystyle Q}. Рассмотрим {\displaystyle b_{i}}, где {\displaystyle 2\leq i\leq r}, не равные нулю одновременно. Какова вероятность, что выбранные {\displaystyle r_{i}} удовлетворяют условию  {\displaystyle \sum _{2\leq i\leq r}(b_{i}r_{i})=0}? Она равна  {\displaystyle 1 \over p} . Таким образом, с большой долей вероятности придется решать дискретный логарифм {\displaystyle Q}.
Мы показали, что сложно найти коллизии хеш-функции в данной схеме. Другой способ нарушить работу системы – подделать подпись. Эта схема подписи является версией  схемы  BLS (Boneh – Lynn - Shacham). Подделать подпись, по крайней мере так же сложно, как решить вычислительную проблему Диффи-Хелмана. Единственный известный способ решить эту проблему на эллиптических кривых – вычислить дискретный логарифм. Таким образом, подделать подпись так же сложно, как вычислить дискретный логарифм.